# Anglesqueville-l'Esneval
Anglesqueville-l'Esneval és un municipi francès situat al departament del Sena Marítim i a la regió de Normandia. L'any 2007 tenia 509 habitants.

## Demografia

### Població
El 2007 la població de fet d'Anglesqueville-l'Esneval era de 509 persones. Hi havia 173 famílies de les quals 15 eren unipersonals (15 dones vivint soles i 15 dones vivint soles), 64 parelles sense fills, 90 parelles amb fills i 4 famílies monoparentals amb fills.
La població ha evolucionat segons el següent gràfic:
Habitants censats

### Habitatges
El 2007 hi havia 185 habitatges, 175 eren l'habitatge principal de la família i 10 eren segones residències. Tots els 181 habitatges eren cases. Dels 175 habitatges principals, 165 estaven ocupats pels seus propietaris, 9 estaven llogats i ocupats pels llogaters i 1 estava cedit a títol gratuït; 1 tenia una cambra, 3 en tenien dues, 25 en tenien tres, 40 en tenien quatre i 106 en tenien cinc o més. 147 habitatges disposaven pel capbaix d'una plaça de pàrquing. A 57 habitatges hi havia un automòbil i a 113 n'hi havia dos o més.

### Piràmide de població
La piràmide de població per edats i sexe el 2009 era:
| Homes | Edats   | Dones |
| ----- | ------- | ----- |
| 0     | 95 o +  | 0     |
| 4     | 90 a 94 | 0     |
| 0     | 85 a 89 | 4     |
| 0     | 80 a 84 | 0     |
| 0     | 75 a 79 | 4     |
| 4     | 70 a 74 | 12    |
| 8     | 65 a 69 | 12    |
| 8     | 60 a 64 | 12    |
| 8     | 55 a 59 | 12    |
| 28    | 50 a 54 | 4     |
| 12    | 45 a 49 | 24    |
| 16    | 40 a 44 | 28    |
| 24    | 35 a 39 | 20    |
| 24    | 30 a 34 | 16    |
| 4     | 25 a 29 | 12    |
| 20    | 20 a 24 | 12    |
| 16    | 15 a 19 | 8     |
| 20    | 10 a 14 | 4     |
| 20    | 5 a 9   | 16    |
| 12    | 0 a 4   | 12    |

## Economia
El 2007 la població en edat de treballar era de 333 persones, 235 eren actives i 98 eren inactives. De les 235 persones actives 227 estaven ocupades (128 homes i 99 dones) i 8 estaven aturades (1 home i 7 dones). De les 98 persones inactives 41 estaven jubilades, 29 estaven estudiant i 28 estaven classificades com a «altres inactius».

### Ingressos
El 2009 a Anglesqueville-l'Esneval hi havia 186 unitats fiscals que integraven 555 persones, la mediana anual d'ingressos fiscals per persona era de 20.629 €.

### Activitats econòmiques
Dels 9 establiments que hi havia el 2007, 3 eren d'empreses de construcció, 1 d'una empresa de transport, 1 d'una empresa financera, 3 d'empreses de serveis i 1 d'una empresa classificada com a «altres activitats de serveis».
Dels 2 establiments de servei als particulars que hi havia el 2009, 1 era una fusteria i 1 electricista.
L'any 2000 a Anglesqueville-l'Esneval hi havia 9 explotacions agrícoles.

## Equipaments sanitaris i escolars
El 2009 hi havia una escola elemental.

## Poblacions més properes
El següent diagrama mostra les poblacions més properes.